# 弗洛里安·孔茨
弗洛里安·孔茨（德語：Florian Kunz，1972年2月22日—），德国男子曲棍球运动员。他曾代表德国参加2000年和2004年夏季奥林匹克运动会曲棍球比赛，其中2004年奥运会获得一枚铜牌。